# Mulgrave (Canada)
Mulgrave is een plaats (town) in de Canadese provincie Nova Scotia en telt 879 inwoners (2006). De oppervlakte bedraagt 17,81 km².